# The Remarkable Andrew
The Remarkable Andrew è un film del 1942 diretto da Stuart Heisler.
È una commedia a sfondo fantastico statunitense con Brian Donlevy, William Holden e Ellen Drew. È basato sul romanzo del 1941 The Remarkable Andrew; Being the Chronicle of a Literal Man di Dalton Trumbo.

## Produzione
Il film, diretto da Stuart Heisler su una sceneggiatura e un soggetto di Dalton Trumbo (autore del romanzo), fu prodotto da Richard Blumenthal per la Paramount Pictures e girato a Carson City (alcune riprese interne nella Rinckel Mansion), Nevada, e nei Paramount Studios a Hollywood, in California, dal 30 giugno al 16 agosto 1941.

## Distribuzione
Il film fu distribuito negli Stati Uniti dal 5 marzo 1942 al cinema dalla Paramount Pictures.
Altre distribuzioni:
- in Svezia il 3 aprile 1944 (Min osynlige vän)
- in Brasile (Sombra Amiga)